# Speocyclops fontinalis
Speocyclops fontinalis is een eenoogkreeftjessoort uit de familie van de Cyclopidae. De wetenschappelijke naam van de soort is voor het eerst geldig gepubliceerd in 2005 door Fiers.